# Your Mother Should Know
Pistes de Magical Mystery Tour
Blue Jay Way
(4) I Am the Walrus
(6)
Your Mother Should Know est une chanson des Beatles signée Lennon/McCartney, bien qu'écrite par Paul McCartney seul. Elle parut en 1967 sur l'album Magical Mystery Tour, et figure également dans le film du même nom (dans une scène où les Beatles descendent en dansant, vêtus de costumes, un escalier.). Elle était en concurrence avec All You Need Is Love, écrite par John Lennon, pour l'enregistrement en direct en Mondovision le 25 juin 1967. Elle est composée dans le style des airs de music-hall appréciés du père de McCartney.
Sa deuxième séance d'enregistrement est la dernière avant la mort de Brian Epstein, fin août 1967. La chanson est terminée d'enregistrer en septembre. Il s'agit également d'une des rares chansons que les Beatles ont en partie enregistrée hors des Studios Abbey Road.
Une version alternative de Your Mother Should Know est présentée en 1995 sur l'album Anthology 2.

## Historique

### Composition
Paul McCartney a toujours manifesté un intérêt pour la musique des années 1920/1930, les airs de music-hall et les big bands qu'affectionnait particulièrement son père Jim. Le premier instrument dont il a appris à jouer a d'ailleurs été la trompette. Sur Sgt. Pepper's Lonely Hearts Club Band, il a déjà eu l'occasion d'exprimer ce goût avec When I'm Sixty Four. Your Mother Should Know s'inscrit dans la continuité de cet intérêt, et dans une thématique familiale, comme l'explique McCartney : « Je l'ai écrite à Cavendish Avenue sur l'harmonium que j'ai dans la salle à manger. Ma tante Jin et mon oncle Harry et quelques proches étaient de passage et étaient dans le salon de l'autre côté du hall, donc je suis allé dans la salle à manger et ai passé quelques heures avec la porte ouverte et eux qui écoutaient. Et je suppose que c'est grâce à l'atmosphère familiale que Your Mother Should Know est venue. C'est quelque chose de très music-hall, probablement influencé par le fait que ma tante Jin était à la maison. »
La chanson évoque une chanson « écrite avant que ta mère soit née, et même si elle est née depuis longtemps, ta mère devrait la connaître ». McCartney évoque par ce biais un sujet cher à son cœur, les liens entre générations. « J'ai toujours détesté les conflits de génération. Je suis toujours triste quand un parent et un enfant ne se comprennent pas. [...] Donc je défendais la paix entre les générations. [...] J'essayais en gros de dire que votre mère pourrait en savoir plus que vous le pensez. Faites-lui confiance ! »
Il est fort probable que McCartney ait composé Your Mother Should Know en vue de la diffusion en mondovision de l'émission Our World en juin 1967, mais c'est finalement All You Need Is Love, de John Lennon, qui a été interprétée et enregistrée en direct ce soir-là.

### Enregistrement
L'enregistrement de Your Mother Should Know débute dans des circonstances particulières. En effet, les trois studios d'EMI sur Abbey Road sont occupés, ce qui oblige le groupe à s'installer dans les studios Chappell, que le producteur George Martin a déjà fréquentés avec d'autres groupes. Le 22 août, 8 prises sont enregistrées pour élaborer une piste de base. Le lendemain, quelques overdubs sont faits. Cette séance est particulièrement notable : c'est la toute dernière fois que Brian Epstein vient voir les Beatles en studio avant sa mort le 27 août suivant.
Le groupe revient travailler sur la chanson le 16 septembre, McCartney n'étant vraisemblablement pas satisfait du premier résultat. De nouvelles prises sont effectuées (numérotées 20 à 30), en partant dans diverses directions, notamment avec l'ajout de roulements de caisse claire dans un style de marche militaire. Le 29 septembre, au cours d'une séance de mixage menée par John Lennon pour son I Am the Walrus, lui et McCartney décident de terminer Your Mother Should Know laissée en suspens. La version du 16 septembre est abandonnée, et le mixage concerne les prises de fin août. Le mixage final en mono est fait le 2 octobre.
Le mixage stéréo attend pour sa part le 6 novembre.

### Parution
Your Mother Should Know est publiée le 27 novembre 1967 sur l'album Magical Mystery Tour édité aux États-Unis, et le 8 décembre suivant sur l'EP proposé au public britannique avec moins de chansons. Dans les deux cas, les disques connaissent un grand succès, mais celui du format américain se révèle supérieur, et il est généralisé au monde entier à partir de 1976.
La chanson est entendue également dans le film Magical Mystery Tour, dans la scène où les Beatles, en smoking blanc, descendent en dansant un escalier monumental avant d'être rejoints par des danseurs. La scène est filmée le dernier jour du tournage principal, le 24 septembre, dans l'énorme hangar du West Malling Air Station (en) à Maidstone dans le Kent avec 160 membres du club de danseurs de Peggy Spencer (en). Vingt-quatre cadets de la Women's Royal Air Force de cette base participent à la scène ainsi que le reste des acteurs et participants du film. Selon McCartney, il s'agit de « la scène où tout l'argent [du film] est passé ».
Une version alternative correspondant aux prises du 16 septembre a été publiée en 1995 sur le disque Anthology 2. 
La chanson n'a fait l'objet que de quelques reprises peu notables. Elle est reprise en français par le groupe québécois les Baronets sous le titre La même chanson. Brad Mehldau en a fait la chanson-titre de son album Brad mehldau plays The Beatles en 2023.

## Fiche technique

### Interprètes
- Paul McCartney : chant, chœurs, basse, piano
- John Lennon : chœurs, orgue Hammond
- George Harrison : chœurs, guitare
- Ringo Starr : batterie, tambourin

### Équipe de production
- George Martin : producteur
- Geoff Emerick : ingénieur du son
- John Timperley : ingénieur du son
- Ken Scott : ingénieur du son